# Just Say Yes (chanson de The Cure)
Pour les articles homonymes, voir Just Say Yes.
Singles de The Cure
Cut Here
(2001) The End of the World
(2004)
Clip vidéo
[vidéo] « Just Say Yes », sur YouTube
Pistes de Greatest Hits
Cut Here
Just Say Yes est une chanson du groupe britannique The Cure figurant sur la compilation Greatest Hits et interprétée en duo avec Samantha Sprackling alias Saffron (en), chanteuse du groupe Republica.
Elle a fait l'objet d'un single promotionnel envoyé exclusivement aux médias le 18 décembre 2001. On y retrouve la même version que celle figurant sur la compilation Greatest Hits couplée à une version acoustique, sans Saffron, incluse dans le CD bonus de cette compilation, Acoustic Hits.
Il s'agit du dernier single de The Cure sorti sur le label Fiction Records.

## Liste des titres
1. Just Say Yes - 3:30
2. Just Say Yes (Acoustic Version) - 3:35

## Clip
La chanson bénéficie d'un clip réalisé par Richard Anthony. 